# Paryphoconus brunneipennis
Paryphoconus brunneipennis är en tvåvingeart som beskrevs av Gustavo R. Spinelli och Wirth 1984. Paryphoconus brunneipennis ingår i släktet Paryphoconus och familjen svidknott. Inga underarter finns listade i Catalogue of Life.